# 中国共产党桃江县委员会
中国共产党桃江县委员会（简称中共桃江县委）是中国共产党在湖南省益阳市桃江县的领导机关。

## 职责
根据《中国共产党地方委员会工作条例》，中国共产党地方委员会主要实行政治、思想和组织领导，承担下列职能：
1. 对本地区重大问题作出决策。
2. 通过法定程序使党组织的主张成为地方性法规、地方政府规章或者其他政令。
3. 加强对本地区宣传思想文化工作的领导，牢牢掌握意识形态工作领导权、话语权。
4. 按照干部管理权限任免和管理干部，向地方国家机关、政协组织、人民团体、国有企事业单位等推荐重要干部。
5. 支持和保证人大、政府、政协、法院、检察院、人民团体等依法依章程独立负责、协调一致地开展工作，发挥这些组织中党组的领导核心作用。
6. 加强对本地区群团工作和统一战线工作的领导。
7. 动员、组织所属党组织和广大党员，团结带领群众实现党的目标任务。

## 历任书记
| 姓名   | 就任日期       | 离任日期   | 备注                               |
| ------ | -------------- | ---------- | ---------------------------------- |
| 张力耕 | 1951年9月14日  | 1952年5月  | [ 2 ]                              |
| 鲁青   | 1952年6月      | 1953年3月  | [ 2 ]                              |
| 王志文 | 1953年3月      | 1966年3月  | 其中1959年3月至1963年5月任第一书记 |
| 沈瑞庭 | 1966年3月      | 1968年9月  | [ 2 ]                              |
| 武峰   | 1969年3月      | 1970年3月  | [ 2 ]                              |
| 孙耘   | 1970年6月      | 1970年11月 | [ 2 ]                              |
| 曲保才 | 1970年11月22日 | 1973年2月  | [ 2 ]                              |
| 姚金华 | 1973年2月      | 1977年10月 | [ 2 ]                              |
| 伍启瑶 | 1977年10月     | 1982年3月  | [ 2 ]                              |
| 贺隆配 | 1982年3月      | 1984年9月  | [ 2 ]                              |
| 龙武扬 | 1984年9月      | 1989年8月  | [ 2 ]                              |
| 寻耀华 | 1989年8月      | 1991年7月  | [ 2 ]                              |
| 文志良 | 1991年7月      | 1996年3月  | [ 2 ]                              |
| 何必能 | 1996年3月      | 1999年10月 | [ 2 ]                              |
| 杨跃涛 | 1999年10月     | 2006年12月 | [ 2 ]                              |
| 龚健   | 2006年12月     | 2008年12月 | [ 2 ]                              |
| 黄进良 | 2008年12月     | 2011年12月 | [ 2 ]                              |
| 谭建华 | 2011年12月     | 2017年1月  |                                    |
| 汤跃武 | 2016年9月      | 2021年7月  | [ 3 ]                              |
| 向荣   | 2021年7月      |            | [ 4 ]                              |